# Mat Zo
Matan "Mat Zo" Zohar (* 30. dubna 1990) je britský producent, skladatel a DJ progresivní elektronické hudby.

## Život a kariéra
Matan Zohar se narodil v Londýně v roce 1990. Vychovávala ho jeho matka, která byla profesionální houslistka. Od jednoho roku do svých jedenácti žil Zohar a jeho rodina ve Spojených státech amerických v Clevelandu v Ohiou. Zde ho otec v osmi letech představil s kytarou jako velký talent. Do Londýna se vrátil v 11 letech a pokračoval v prosazování svých hudebních zájmů jako bubeník a basák v jazzové a rockové skupině. Nicméně Zohara začaly více zajímat hudební skupiny jako Daft Punk a Chemical Brothers a jeho hudební sklony se posunuly k elektronické taneční hudbě a DJingu. Po třech letech života a produkování hudby v Londýně, začaly jeho nahrávky přitahovat pozornost a hrály je DJové jako DJ Tarkan, Perry O'neil, Swedish Egil, DJ R-Man, Jav D, Micah, Airwave, Andy Moor a Markus Schulz. V roce 2009 byl v DJ Mag top 100 anketě popsán hudebníky jako Above & Beyond, Lange a Daniel Kandi jako slibný producent. V roce 2010 se už v této anketě Mat Zo umístil na 66. místě.

## Diskografie

### Singly
jako Mat Zo
- 2006 – Exodus
- 2007 – Foot and Mouth
- 2008 – Rush / Defined
- 2008 – Faint of Heart
- 2009 – Nuclear Fusion
- 2009 – Default / Rush 2009
- 2009 – Aurus / The Price of Oil
- 2009 – Lucky Strike / Synapse Dynamics
- 2009 – The Fractal Universe / This Is Reality
- 2010 – 24 Hours
- 2010 – Near the End / Land of the Free
- 2010 – The Lost / The Found
- 2011 – Back In Time / Millenia
- 2011 – Rebound (s Artym)
- 2011 – Superman
- 2011 – Back In Time / Millenia
- 2011 – Frequency Flyer

jako MRSA
- 2009 – Different
- 2010 – Chemicals